# Johannes van Heerden
Johannes Petrus van Heerden (n. 9 decembrie 1986, Pretoria, Africa de Sud) este un jucător de rugby în XV profesionist român de origine sud-africană care joacă pentru echipa națională a României. Evoluează ca linia a II-a (lock).

## Carieră
S-a născut și s-a crescut în Pretoria în Africa de Sud, unde s-a apucat de rugby. A jucat pentru „Pumas”, clubul din Provincia Mpumalanga, apoi pentru „Griffons”, un clubul din Provincia Free State. În vara 2012 a semnat cu CSM Știința Baia Mare. În sezonul următor a fost și selecționat în echipa de dezvoltare Lupii București.
În 2015 a devenit eligibil la națională a României, conform criteriilor World Rugby. Și-a făcut debutul în meciul cu Franța.

## Legături externe
- en  Statistice internaționale pe ESPN Scrum
- en  Statistice de club Arhivat în 7 octombrie 2015, la Wayback Machine. pe EPC Rugby
- fr  Statistice de club pe It's Rugby
- „Interviu cu jucătorul de origine sud-africană Johannes Van Heerden”. CSM Știința Baia Mare. 18 septembrie 2015. Arhivat din original la 7 octombrie 2015. Accesat în 6 octombrie 2015.